# ヴォルヴァ

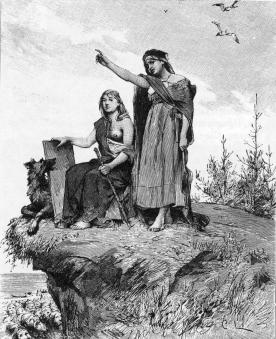
自身の予言を話す巫女。19世紀の『古エッダ』スウェーデン語訳の挿絵。

ヴォルヴァ（古ノルド語: vǫlva, アイスランド語: völva、複数形 古ノルド語: vǫlur, アイスランド語: völvur、しばしば英語化されて vala とも綴られる）あるいはスパーコナ（古ノルド語: spákona, アイスランド語: spækona）は北欧の伝説における女性のシャーマンあるいは予言者。北欧神話に主題として繰り返し登場する。
日本の書籍では概ね巫女と翻訳される。

## 名称と語源
ヴォルヴァはさまざまな名称で呼ばれる。古ノルド語のヴォルヴァ（vǫlva）は「杖を運ぶもの」あるいは「魔法の杖を運ぶもの」を意味し、ゲルマン祖語の *walwōn は wand（古ノルド語で vǫlr）の語源である。一方でヴァラ（vala）は、ヴォルヴァ（vǫlva）に基づく文学的な形である。
ヴォルヴァの別名フィヨルクンニグ（fjǫlkunnig、多くを知るもの）は彼女がセイズ、予言、そしてガルドルを知っていたことを意味する。セイズを行うものはセイズコナ（seiðkona、女魔法使い）あるいはセイズマズル（seiðmaðr、男魔法使い）として知られている。
古英語の spæwīfe と関連するスパーコナ（spákona あるいは spækona）spá-woman は、特化したヴォルヴァであり「予言者、予言する女」である。古ノルド語の spá あるいは spæ は預言、こんにちの英語の spy と関連し、ゲルマン祖語の *spah- とインド・ヨーロッパ祖語語幹*(s)peḱ（見ること、観察すること）、そしてラテン語のspeciō（私は見る）と関連し、結果としてサンスクリット語の spaśyati と paśyati（पश्यति、見ること）に関連する。

## 概要

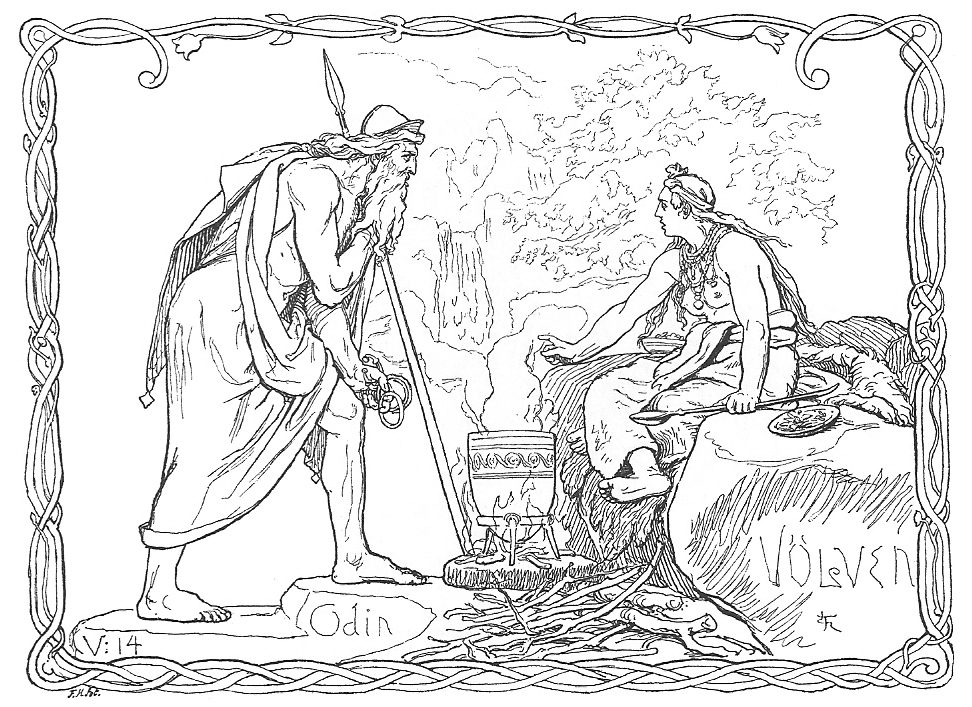
オーディンとヴォルヴァ（1895年）ローランス・フレーリク作

ヴォルヴァはシャーマニズム、魔術、預言を包含するセイズや予言、そしてガルドルや、その他の女性に関連する他の形態の土着の魔法を行った。特にセイズは北欧の社会では男性にとって著しく屈辱的であるとされるエルギ（女々しさ）を伴った。
歴史的、神話的なヴォルヴァの描写は、彼女ら非常に尊重されていること、そして神々の父であるオーディン自身が、神々が未来にどう備えるべきかを知るために助言を求めるほど力があると信じられていたことを明らかにする。そうした記録はおおよそ「巫女の予言」と翻訳される Völuspá に残されている。「巫女の予言」の名前が不明な女予言者（おそらくヘイズと同一であると考えられる）に加えて、北欧文学におけるヴォルヴァの例には「スヴィプダグルの歌」のグローアや「赤毛のエイリークのサガ」のソルビョルグ、そして『ユングリング家のサガ』のフルズなどがいる。
ヴォルヴァは無害な存在とは考えられなかった。魔術にもっとも熟練した女神フレイヤは、愛の女神であるだけではなく、苦痛の悲鳴、流血と死を引き起こす好戦的な神だった。フレイヤは神の世界であるアースガルズで、ヴォルヴァは人の世界であるミズガルズでこうした役柄を演じた。ヴォルヴァの武器は槍でも斧でも剣でもなかったが、その代わりに様々な手段で戦いに影響を与えた。そして彼女らの武器の1つが杖だった（杖と機織りの節を参照）。

## 初期の記述

テウトニ族とキンブリ族の移動。
キンブリ族とテウトニ族敗北
キンブリ族とテウトニ族勝利

ゲルマンの女予言者についての最も古い記述はローマ人によるキンブリ族についてのもので、彼女たちは白い服を着た老女だった。彼女らは戦勝の捕虜を生贄にして、来るべき出来事を予言するために血を撒き散らした。
『ガリア戦記』第1巻50章の中で、ユリウス・カエサルはアリオウィストゥスに従うゲルマン族の部族との衝突の過程を書く（紀元前58年）。
何故アリオウィストゥスが交戦しなかったのかとカエサルが捕虜に尋ね、その理由を知った。ゲルマン人は彼らの主婦たち（matrons）がくじや占いで、戦いが目的に叶うか否かを宣言する習慣があり、彼女らは「新月の前に戦えば、天意によりゲルマン人が勝利することはない」と言ったことによるものだった。
タキトゥスもまたゲルマン族の女予言者について自身の著書『同時代史第4巻61章で、とりわけウェレダについて記している。「ゲルマニア人は昔からの習慣で大方の女を予言者とみなし、迷信が高じると、女神と崇めていた。」
ヨルダネスは自著Geticaでゴート人がオイウム（ウクライナ）に定住したときに、フィリメルによって追放されたゴート人のハリウルナス について記述している。この名称はおそらくゴート語で「地獄の走者」あるいは「死の王国へ走る者」を意味する Halju-runnos の転訛である。魔女たちは遠くへの避難を余儀なくされ、この記録によればフン族を産んだ。
790年代に南イタリアで没したランゴバルドの歴史家、パウルス・ディアコヌスは、自分の祖先がかつてどのようにして南スカンディナヴィアから旅立ったかを記した 。彼は昔ランゴバルド族とヴァンダル族との間で起きた戦いについて語る。後者はゴーダン（おそらくオーディンのこと）に助言を求め、ランゴバルドのリーダーのイボールとアイオの母ガンバラはゴーダンの配偶者であるフリーア（Frea, おそらくフレイヤかフリッグ）に助言を求めた。フリーアはガンバラがオーディンに一芝居打つ手助けをし、ガンバラと女神の良好な関係により、ランゴバルド族は戦いに勝利した。
おそらくヴォルヴァによって行われたと考えられる人身御供についての詳細な目撃記録は、アフマド・イブン・ファドラーンによる921年に派遣されたヴォルガ・ブルガールへの外交使節団の記録の一部によってもたらされている。スカンディナヴィアの首長の北欧の葬儀によれば、志願した奴隷の少女が主人ために死んだ。10日の祭祀の後、彼女は老女（「死の天使」と呼ばれる巫女の一種）に刺されて死に、首長の船で彼と共に焼かれた（オーセベリ船も参照のこと）。

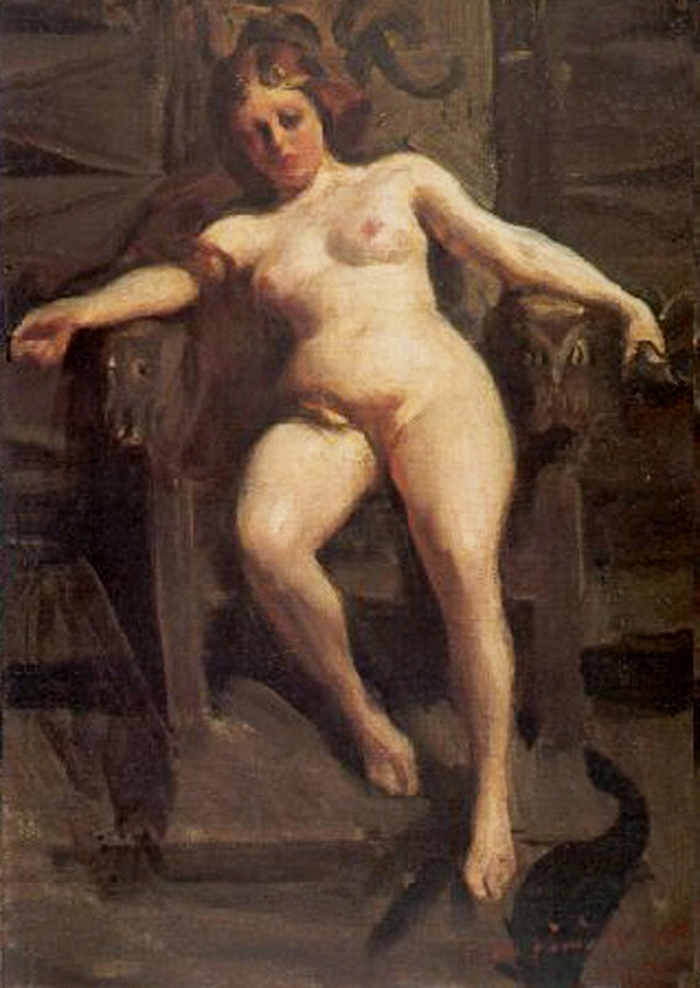
「フレイヤ」、アンデシュ・ソーン画。

## ヴァイキング社会
北欧社会では、ヴォルヴァは北欧の氏族に属する女性を通常取り巻いている家族の強い絆から解放された年配の女性である。彼女は国を旅するが、大抵は若い付き人を伴っていて、難局に際し召喚される。彼女は計り知れない権威を持ち、自身の貢献に対して高額の報酬を要求した。
さらに、貴族階級のヴァイキングの女性はフレイヤに仕え、ミズガルズにおいて彼女の代理を務めたがった。彼女たちはオーディンを範とするヴァイキングの軍事的指導者と結婚し、ヴァルハラを象徴する大広間に居を構えた。こうした広間では儀式の食事を伴う盛大な宴会が行われ、訪問する首領たちは、勇ましく戦って倒れヴァルキュリヤに飲み物を給仕される戦士エインヘリャルのようだったであろう。しかしながら、女主人には来賓に蜜酒を注ぐことだけではなく、配偶者が戦いにある場合、織り機を巧みに操って戦いの一端を担うことも期待された。研究者はもはや彼女らが受動的に家で待っていたとは考えていない。そして考古学的な出土物と「槍の歌」のような、古ノルド語の原典の両方が彼女たちの魔法的な行いの証拠である。
貴族階級の女性と彷徨うヴォルヴァとの違いを線引きするのは難しいが、古ノルド語の原典によれば、ヴォルヴァはより専門的であり、自分の精神的な業務を売りに屋敷から屋敷へと行った。ヴォルヴァは貴族階級の女性より偉大な権威を持ったが、両者とも最終的には彼女らの仕える軍事的指導者の好意に依存していた。軍事的指導者の下に属しているときには、彼女らの権威は個人的な能力と信頼性によって決まった。

## サガによる情報

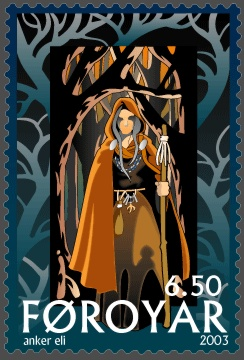
フェロー諸島の切手に描かれたヴォルヴァ。 Anker Eli Petersen画（2003年）。

フラート島本の「ノルナ＝ゲストの話」の終わりにかけて、ノルナ＝ゲストは「スパーコナたちが地方を巡り、人々の運命を予言した」と述べる。
「植民の書」では、入江を満たす者スリーズ（Þuríðr Sundafyllir）というヴォルヴァが、アイスランドの飢饉に際し、魔法の力を使ってフィヨルドを魚で満たしたことにちなみ「入江を満たす者」というあだ名をつけられている。
『赤毛のエイリークのサガ』では、1000年ごろにグリーンランドに入植した者たち飢餓に苦しんだ。将来に備え、小巫女のソルビョグル（vǫlva Þórbjǫrgr lítilvǫlva）が招じられた。彼女が到着する前に、すべての世帯が掃除され準備を整えた。その他では主人と彼の妻のための高座に羽毛の枕が備えられた。
ヴォルヴァはその晩に現れたが、足丈の青あるいは黒い、宝石の縁飾りを施した外套をまといっていた。彼女は手に糸巻き棒（seiðstafr）を象った杖を振るっていたが、それは真鍮で飾られ、握りには宝石が散りばめられていた。「矢のオッドのサガ」のセイズコナもまた、青あるいは黒の外套を着て、糸巻き棒（それで頬を3回軽く叩かれた者に物忘れを引き起こす力があるとされる杖）を携えていた。外套の色はセイズコナを異質なものとして表す意図よりも重要ではないかもしれない。
『赤毛のエイリークのサガ』では、彼女はガラス玉のパールのネックレスを首に飾り、白猫の皮で内張りされた黒い子羊の帽子を頭に被っていた。腰まわりには大きなポーチが付いたアマドゥで作られたベルトを巻き、ポーチにはセイズに使う道具が隠されていた。彼女は子牛の皮でできた靴を履いていて。靴紐の端には真鍮のつまみがついていた。手には猫の皮の手袋をはめていたが、それは白く内側はふわふわしていた。
ヴォルヴァが部屋に入ると、彼女は家の者たちに敬意を持って迎えられた。そして彼女は高座に導かれたが、そこには彼女のためだけに用意された料理があった。彼女はヤギの乳で作られた粥と牧場主が飼育しているすべての動物の心臓で作られた料理を食べた。彼女は錫のスプーンと先が欠けたナイフで食事をした。
ヴォルヴァはその夜間農場で眠り、翌日は彼女の舞踊が予定されていた。ヴォルヴァが踊るには特別な道具が必要だった。まず、彼女は高い台に座り、若い女性たちを自分の周りに座らせた。少女たちはヴォルヴァが交信したいと願う諸力を呼び起こすための特別な歌を歌った。ヴォルヴァはより遠くを見ることを許され、飢饉が回避されることがわかったため、この会合は成功した。
スノッリのエッダの序文では、ヴォルヴァとの関連でトールの妻シヴの出自について詳しく述べられているが、そこでは彼女はスパーコナであるとしている。スノッリは、シフと神託を受ける予言者シビュラをこの文脈上で関連付けている。

## 考古学的記録

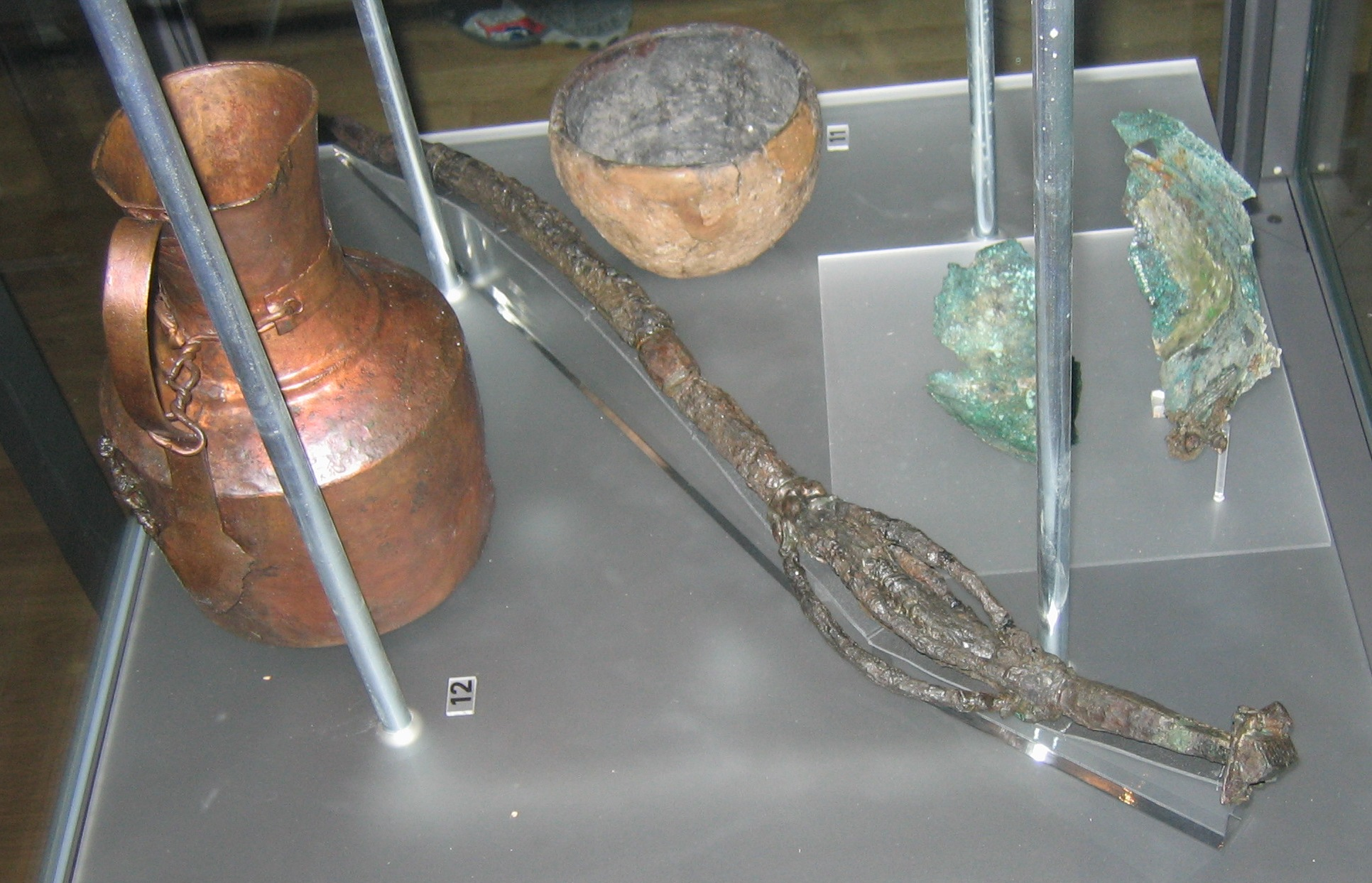
エーランド島シェーピングヴィークのヴォルヴァの墓から見つかった遺物。82cmの鉄の杖は青銅の装飾が施され、上端に独特な家の模型が付いている。ペルシャ、あるいは中央アジア由来の水差しと西ヨーロッパの青銅の碗も出土している。被葬者はクマの生革を着ていた。彼女は人間と動物の犠牲と共に船葬墓に埋葬された。出土品はストックホルムのスウェーデン国立歴史博物館に展示されている。

スカンディナヴィアの考古学者はおよそ40の女性の墓から杖が発見しているが、さまざまな副葬品を伴うぜいたくな墓で見つかっているため、ヴォルヴァが社会において最も高い地位に属していたことを示している。
一例はデンマークのフュアカトにある墓だが、この地域で発見された中でもっとも贅沢な墓であることがわかった。彼女は車輪は取り外された荷車の中に葬られていた。彼女は明らかにロングドレスだけをまとっていた。つま先にはトウリングをつけていたが、これは彼女が靴を履いていなかったか、サンダル履きで葬られたことを示唆している。頭にはゴトランド式のバックルがあり、これは箱として使われたものかもしれない。そして、彼女の持ち物にはフィンランドやロシアの品物もあった。彼女の足元にはフクロウのペリットや鳥や動物の骨などの魔法の道具が入った箱があり、袋の中にはヒヨスの種が入っていた。この種を火の中に投じると、飛んでいるかのように錯覚する幻覚を引き起こす煙が発生する。墓には切り株から作られた椅子を模した銀の小さなお守りもあった。そのような小さな銀の椅子が墓から見つかった場合、それは常に女性の持ち物である。そしてそれは、ヴォルヴァが儀式を行った高座や、オーディンが世界の向こうを見晴らしたフリズスキャールヴのようなものを表しているのかもしれない。

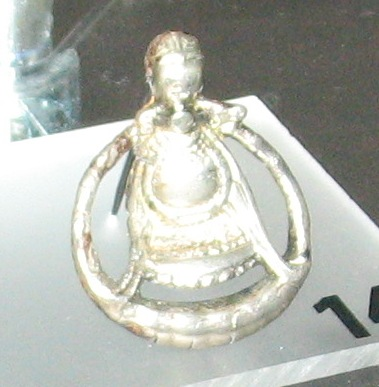
Hagebyhöga 教区の Aska で発見されたフレイヤを象ったペンダント。ストックホルムのスウェーデン国立歴史博物館所蔵。

もうひとつの注目に値する墓は、2人の女性が豪華な墓に埋葬されたことが明らかになったノルウェーのオーセベリ船であった。女性の1人は高い地位にある貴婦人で、木の杖と共に葬られていたことからセイズの施術に通じていたと考えられる。この墓からは遺体にあてがうための枕と思われるものの中から大麻の種が4粒見つかっている。更に大麻の種は小さな皮の袋の中からも発見されている。
9世紀ごろ、あるヴォルヴァはエステルイェートランド地方の Hagebyhöga で非常に豪華な副葬品と共に埋葬された。杖と共に葬られたことに加え、馬や荷車、そしてアラビア地方の青銅の水挿しを含む豪奢な品々を与えられた。また、広幅のネックレスをかけた女性を象った銀のペンダントもあった。この種のネックレスは、鉄器時代の間もっとも有力な女性たちだけが身につけたものであり、フレイヤのネックレスブリーシンガメンであると解釈する研究者もいる。このペンダントはおそらく全てのヴォルヴァ中でもっとも卓越するフレイヤ自身を現したものであろう。
ビルカでは、あるヴォルヴァは戦士と共に葬られた。彼らの上には、死んだ2人をオーディンに捧げるために槍が置かれていた 。彼らはおそらく2柱の戦いの神、フレイヤとオーディンに仕えていたと考えられていて、戦士が槍を携えていたように、ヴォルヴァも杖を持っていた。

## 杖と機織り
詳細は魔法の杖と機織りを参照。
理論的には、目に見えない足かせと縄を機（はた）から操ることが可能であり、女性が横糸の結び目を緩めれば、彼女は自分の英雄の足を解放できた。また、彼女が結び目を締め付ければ、彼女は敵の動きを止めることができた。男性は汗と血にまみれて戦場で戦ったかもしれないが、女性たちは精神な手法で戦いに参加していただろう。機織りの道具と武器が並んで出土するのは偶然ではないのである。
糸巻き棒には魔法の力があり、神々の世界ではノルンが運命の織物を糸を撚った。フンディング殺しヘルギの歌 Iでは、ノルンたちがフンディング殺しのヘルギの誕生に訪れ、彼の英雄としての運命を撚ったが、これらのノルンは神的な存在ではなくヴォルヴァであった可能性がある 。発掘された杖の多くは、頭が膨らんだ形をしており、亜麻を紡ぐ糸巻き棒とよく似ている。
ベーオウルフの「平和の織り手」と呼ばれる女性とは一致しないが、フレイヤが最初の戦いを始めており、魔法をかけることで戦争の開始を決するのはヴォルヴァ側だった。これが、何故ハーラル青歯王が神聖ローマ帝国と戦ったときにヴォルヴァをフュアカトに留め置いたかの理由だろう。
「妻の嘆き」は、平和の織り手についての詩であると考えられる。

## 性的な儀式と薬物

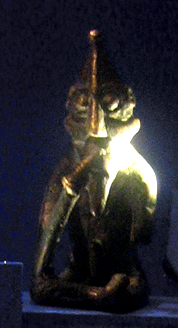
陰茎が勃起したレッリンゲの小像、ヴァイキング時代のフレイを表したもと解説されている。

こんにち、研究者の間でヴァイキング社会では多産さが極めて重要であったことが一般に認められている。そうした儀式があった証明するものとして最も知られるものは、20世紀初頭にスウェーデンのレッリンゲ（Rällinge）で発見された男根崇拝の小像である。この小像の外見は豊作を願う儀式と関連していたことを示していて、像はフレイヤの兄フレイとするのが通例である 。ブレーメンのアダムはウプサラの神殿の勃起した男根を持つフレイの像と、儀式の間に歌われた淫らな歌について述べている。「ヴェルシの話」では、馬の陰茎が多神教の家族によって、どのように崇拝されたかについての記述があり、これは古いインド・アーリア人の生贄の儀式との関連を示す報告である。
出土した杖のいくつかは糸巻き棒ではなくファルスを表したように見えるものがあり、さらに古代北欧の社会では、魔術を行うことは性的特質と密接に関連している。「ロキの口論」では、ロキはセイズに関心を示し、オーディンがエルギの状態にあったことを非難する描写があるが、これはオーディンが女々しくも性交における「女性的」役割を受け入れたと見抜かれたと考えられる。早くも1902年には（あえて自身の名で出版しなかった）匿名のドイツの研究者が、セイズがセックスとどのように関連するかを著述した。彼は杖が男根象徴であることは疑いようがなく、さもなければこれが魔法が男性にとってタブーとみなされる理由なのだろう論じた。魔法の実践には性的な儀式が含まれていた可能性がある。1920年には男性の魔法使い、すらりのログンヴァルド（Ragnvald Rettilbein）の名前についての注釈があり、それによれば rettilbein は「まっすぐなペニス」を意味する。
ヴォルヴァは誘惑術で知られていて、それが彼女らを危険だと考える理由の1つだった。「ハヴァマール」のスタンザの1つでは魔法に精通した女性と性交渉を持つことに対して警告している。なぜなら魔法の枷に捕らえられる危険性があり、病気になる危険を冒すことになるからだという。フレイヤはセイズの女司祭であり、性的に自由奔放であったため、特定の神話では悪評が立てられた。
男性を誘惑する手段の1つが薬物の使用だった。フュアカトのヴォルヴァの墓で幻覚を引き起こすだけでなく、強力な媚薬にもなり得るヒヨスが使われたことが明らかになっている。もしもフレイヤがアースガルズで愛の女神であるなら、ヴォルヴァもミズガルズで同じ役割を担っただろう。

## その他の施術
サーミのシャーマニズムのように、ヴォルヴァは集会で太鼓を用いることもできた。全てのヴォルヴァがソルビョルンのように付き添いに囲まれたわけでも、準備を整えたわけでもなく、ひとりでもセイズを行うことができて、これはウーティセタ（útiseta、文字通り「外に座ること」）と呼ばれた。これはおそらく占いのための瞑想や内観を含んでいたと考えられる。ブレーン(Blain）は、セイズにはシャーマニズムを彷彿とさせる側面があるとしている（2001）。この用語は「『外に座ってトロールを目覚めさせ、異教を実践する』者は追放される（ útiseta at vekja trǫll upp ok fremja heiðni ）」という13世紀のアイスランド法から派生したものである。この罪を犯した場合、理論上の法的な刑罰は死であったが、アイスランドに小規模な魔女狩りが上陸する17世紀まで有罪判決を受ける者はいなかった。カイザー（Keyser）は「魔術師が夜に野外で座るという（中略）独特な種類の魔法は（中略）特に未来を探るためのものだった」と説明している（1854）。

## 男性の施術者
詳細についてはエルギを参照。

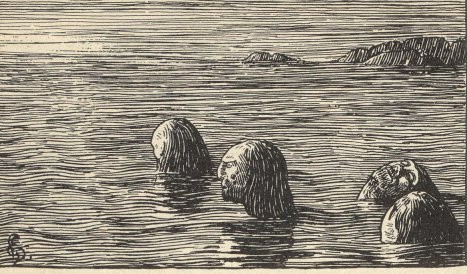
ノルウェーのキリスト教化の間、オーラヴ・トリグヴァソンは男の魔法使い（seiðmenn）を縛り上げ、干潮時に岩礁へ投げ置いた。

ノルウェーのキリスト教化の間、オーラヴ・トリグヴァソンは男の魔法使い（seiðmenn）を縛り上げ、干潮時に岩礁へ投げ置いた。魔法や魔術を行う男性は女性と同様の尊敬を受けず、動物のように殺され、死ぬまで拷問された。なぜなら彼らは女性の領域にあるとされる慣習を取り扱っていたからである 。こうした攻撃はエルギが「女々しく、性的に倒錯している」と考えられていたことによる。『ヘイムスクリングラ』ではハーラル美髪王の息子のひとりであり、サーミの女性スネーフリーズとの間に生まれた、すらりのログンヴァルドはセイズマズル（seiðmaðr）だった。王は大勢の仲間の男の施術者と共に屋敷の中に閉じ込めて彼を焼き殺した。
「ロキの口論」では、ロキはオーディンがサームス島で魔術を行ったとき、何らかエルギを伴っただろうと愚弄する。

## 消滅
キリスト教への改宗が進むと北欧の宗教に取って代わり、ヴォルヴァの消失につながったが、これはアングロ・サクソン教会法と同様に、カトリック教会と彼女らを取り締まるために制定された民法によって促進された。
彼らキリスト教化の過程で殺害され、ゲルマン社会において女性の果たす役割に極端な偏りをもたらした。
ヨーロッパやアメリカでの異教の再建主義やキリスト教コミュニティの中で、ヴォルヴァの教えの復活が明らかになっている。

## フィクション
Spaewife という用語はいくつものフィクション作品のタイトルに使われている。ロバート・ルイス・スティーヴンソンの詩、 The Spaewife や、ジョン・ガルトの The Spaewife: A Tale of the Scottish Chronicles 、ジョン・ボイスがポール・ペッパーグラス（Paul Peppergrass）のペンネームで書いた The Spaewife, or, The Queen's Secret などがある。

### メルヴィル
フランシス・メルヴィルは The Book of Faeries で spae-wife をエルフの1つとして描写している。
人間の指よりも背が高くない妖精 spae wives は与えられた服を着ているのが通例である。しかし適切に召喚すると衣装は普通のものから、宝石の縁飾りが施された青い外套に猫の革に裏打ちされた黒い子羊のフード、仔牛の革のブーツに猫の革の手袋といった豪華なものに変わる。人間の spae wives のように、彼らはルーンや茶葉、そして自然現象で生じた兆候を通じて未来を予測することができ、そして良き癒し手である。彼らはメンヒルの建立者に由来するのではないかといわれている。